# سلطانیسم
سلطانیسم یا سلطان‌گرایی در علوم سیاسی، به شکلی از حکومت مقتدر می‌کند که با حضور شدید شخصی حاکم در همه عناصر حکومت مشخص می‌شود. حاکم ممکن است در زندگی اقتصادی یا اجتماعی حضور داشته یا نداشته باشد، بنابراین ممکن است در این حوزه‌ها کثرت‌گرایی وجود داشته باشد، اما این هرگز در مورد قدرت سیاسی صادق نیست.

اصطلاح سلطانیسم از سلطان گرفته شده‌است، عنوانی که در جوامع مسلمان برای یک حاکم یا پادشاه سکولار به کار می‌رود، که اغلب در تضاد با عنوان مذهبی خلیفه است. در کاربست علمی مدرن، سلطانیسم به جوامع مسلمان یا خاورمیانه محدود نمی‌شود. در سال ۱۹۹۶، خوان لینز و آلفرد استپان واضح‌ترین نمونه‌های سلطانیسم را همچون «هائیتی تحت حکومت دووالیه‌ها، جمهوری دومینیکن تحت رهبری تروخیلو، جمهوری آفریقای مرکزی تحت رهبری بوکاسا، فیلیپین تحت رهبری مارکوس، رومانی تحت رهبری چائوشسکو و کره شمالی تحت رهبری کیم ایل اسونگ» فهرست کردند. به گفته لینز و استپان:
واقعیت اساسی در یک رژیم سلطانی این است که همه افراد، گروه‌ها و نهادها برای همیشه در معرض مداخله غیرقابل پیش‌بینی و استبدادی سلطان هستند و بنابراین همهٔ اشکال کثرت‌گرایی متزلزل است.
در سلطانیسم، سلطان ممکن است یک ایدئولوژی حکمرانی را اتخاذ کند یا نکند، اما هرگز مقید به هیچ قاعده یا ایدئولوژی خاصی (حتی ایدئولوژی شخصی خود) نیست. سلطان همچنین ممکن است از هر نیرویی که می‌تواند برای اعمال اراده شخصی خود استفاده کند، مانند شبه‌نظامی‌ها یا باندهایی که توسط ماکس وبر در اقتصاد و جامعه بیان شده‌است:
در حالت افراطی، سلطانیسم معمولاً زمانی سر برمی‌آورد، که سلطهٔ سنتی تشکیل دولت و نیروی نظامی می‌دهد، که مطلقاً ابزار حاکم‌اند. [...] جایی که سلطه [...] اساساً بر اساس اختیار عمل می‌کند، آن را سلطانیسم می‌نامند. [...] عنصر غیرسنتی، با این حال، به‌صورت غیرشخصی [غیر شخص حاکم] توجیه نمی‌شود، بلکه تنها در خدمت بسط افراطی اختیارات حاکم است. این است که آن را از هر شکلی از مرجعیت عقلانی متمایز می‌کند.

## مطالعهٔ بیشتر
- Eke, Steven M.; Taras Kuzio (May 2000). "Sultanism in Eastern Europe: The Socio-Political Roots of Authoritarian Populism in Belarus". Europe-Asia Studies. 52 (3): 523–547. doi:10.1080/713663061.
- Guliyev, Farid (2005). "Post-Soviet Azerbaijan: Transition to Sultanistic Semiauthoritarianism? An Attempt at Conceptualization". Demokratizatsiya: The Journal of Post-Soviet Democratization 13 (3): 393–435.